# Pierre Durand (Schiff)
Die Pierre Durand war als Großes Torpedoboot des sogenannten Amtsentwurfs 1913 bei der Deutschen Kaiserlichen Marine im Juli 1916 als V 79 in Dienst gekommen. Das auf der Vulcanwerft in Hamburg gebaute Boot musste 1920 an Frankreich ausgeliefert werden und kam dort als Pierre Durand in den Dienst der französischen Marine.
V 79 gehörte zu den Großen Torpedobooten, die im Ersten Weltkrieg zeitweise von der Küste Flanderns und im Ärmelkanal eingesetzt wurden und es nahm im Oktober 1916 am Ersten Seegefecht in der Straße von Dover teil. Nach dem Ende des Kriegs diente es mit sieben ebenfalls ausgelieferten Booten des ähnlichen Kriegsentwurfs 1916Ms in der 4. Zerstörerflottille der französischen Marine. 1933 wurde es mit weiteren fünf ehemals deutschen Booten gestrichen und im folgenden Jahr in Toulon verschrottet.

## Geschichte
Die Großen Torpedoboote des Amtsentwurfs 1913 waren eine Abkehr vom Vorentwurf 1911 und dem Versuch, kleinere und preisgünstige Boote zu beschaffen. Der neue Entwurf erreichte die Baugröße der britischen Zerstörer, hatte allerdings eine leichtere Bewaffnung. Sie waren die ersten Torpedoboote der Kaiserlichen Marine, die nur mit Öl angetrieben wurden. Wie bei der Beschaffung von Torpedobooten für die Kaiserliche Marine seit dem Jahrhundertbeginn gingen die Bauaufträge an die Schichau-Werke in Elbing, die Germaniawerft in Kiel und an die AG Vulcan in Stettin, nach denen die Boote mit den Anfangsbuchstaben der jeweiligen Bauwerften (S, G, V) und Nummern bezeichnet wurden.
Die AG Vulcan hatte neben der Stammwerft in Stettin 1914 in Hamburg eine Zweitwerft zum Bau von Großschiffen aufgebaut. Nach Beginn des Ersten Weltkriegs wurde die Werft in die Abwicklung der Marineaufträge eingebunden und baute so ab 1914 die 18 Boote V 67 bis V 84, 25 kleine A-Boote sowie eine größere Zahl von U-Booten. Alle in Hamburg gebauten Torpedoboote des Amtsentwurfs 1913 hatten einheitliche Ausmaße mit einer Länge von 82 m über alles, einer Breite von 8,32 m und einem Tiefgang von 3,9 m. Sie waren damit etwas kürzer als die langen Boote der Stammwerft. Die Boote aus Hamburg verdrängten 924/1188 t.  Bewaffnet waren die Boote bei Ablieferung mit drei 8,8 cm-Geschützen vom Typ L/45-C 14 bis zur im Juli 1916 ausgelieferten V 81, um dann zu drei 10,5 cm-Geschützen vom Typ L/45-C 16 Tk zu wechseln. Die zuvor gelieferten Boote wurden entsprechend nachgerüstet, ausgenommen die drei im November 1916 im Finnischen Meerbusen verlorenen V 72, V 75 und V 76.
Das am 18. April 1916 vom Stapel gelaufene V 79 wurde als 13. in Hamburg gebautes Vulcan-Boot vom Typ 1913 im Juli 1916 von der Marine übernommen und kam zur IX. Torpedoboots-Flottille, die mit drei Booten die schwersten Verluste der T-Flottillen in der Skagerrakschlacht erlitten hatte.

## Einsätze

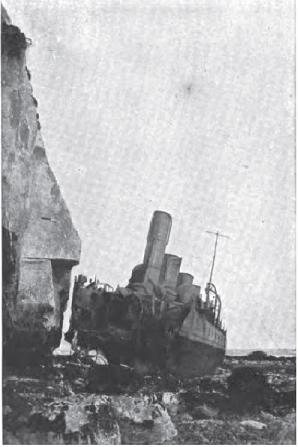
Das auf den Strand getriebene Wrack der Nubian, ohne Vorschiff

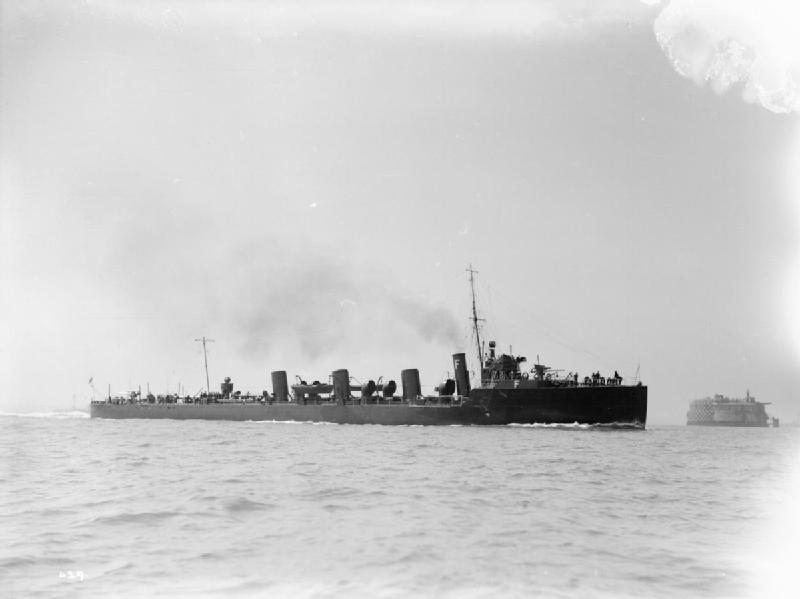
HMS Amazon

Als Führerboot der 17. Halbflottille nahm V 79 am ersten deutschen Angriff auf die Dover-Sperre im Oktober 1916 teil. Mit V 80, V 60, S 51, S 52 und S 36 sollte der Verband die Sperre passieren und sich im Ärmelkanal Ziele suchen, während die III. Torpedoboots-Flottille Teile der Sperre vernichten sollte. Der Vorstoß in den Ärmelkanal war nicht erfolgreich, da die Briten in Erwartung eines derartigen Angriffs den Verkehr über den Kanal bei Dunkelheit weitgehend eingestellt hatten. Die zurücklaufende Halbflottille stieß auf den zuerst bei der angegriffenen Sperre allein eintreffenden Zerstörer Nubian der britischen Bereitschaftdivision, der die aus dem Kanal auslaufenden deutschen Boote zuerst für britische Einheiten hielt. Die 17. Halbflottille passierte den britischen Zerstörer und schoss ihn zum Wrack. Der Versuch der Nubian, das letzte der deutschen Boote zu rammen, führte zu einem Torpedotreffer unter der Brücke des britischen Boots, der das Vorschiff zerstörte und die vorderen Öltanks zur Explosion brachte. Fünfzehn Mann  starben auf der Nubian, die als brennendes Wrack auf dem Kanal trieb und nach Bruch der Schleppverbindung schließlich vor South Foreland strandete. Das Eingreifen des ebenfalls einzeln eintreffenden Schwesterschiffs Amazon verhinderte die Versenkung der Nubian, führte aber zu schweren Schäden und fünf Toten auf der Amazon, die zwei Treffer erhielt: einer zerstörte das Heckgeschütz, der zweite den hinteren Kesselraum. Die britischen Zerstörer erzielten keinen Treffer auf den deutschen Booten, die zu ihrem Stützpunkt zurückliefen.
Die IX. Torpedobootsflottille wurde bald wieder aus Flandern abgezogen, da sie in der Nordsee dringender benötigt wurde. V 79 gehörte bis zum Kriegsende zur 17. Halbflottille der IX. T-Flottille in der Nordsee. 1919 war das Boot eines der Einsatzboote der „Eisernen Flottille“ in Wilhelmshaven.

## In französischen Diensten
Frankreich, das im Weltkrieg nur wenige moderne Zerstörer gebaut hatte, übernahm 1920 den Großzerstörer S 113 als Amiral Sénès und acht Große Torpedoboote aus dem Bestand der Kaiserlichen Marine, die zuletzt bei der „Eisernen Floftille“ eingesetzt waren, als Kriegsbeute für die französische Marine. V 79 war das älteste dieser Boote. Zwei bei Howaldt in Kiel gebaute Boote hatten keinen Kriegseinsatz mehr erlebt, die anderen fünf hatten zuletzt die 2. Halbflottille gebildet, aber die Hochseeflotte nicht nach Scapa Flow bei der Kapitulation begleiten müssen, sondern waren bei der „Eisernen Flottille“ der (vorläufigen) Reichsmarine verblieben. Sie wurden als „Torpilleur de Escadre“ bezeichnet und erhielten Namen von im Weltkrieg gefallenen Angehörigen der französischen Marine.

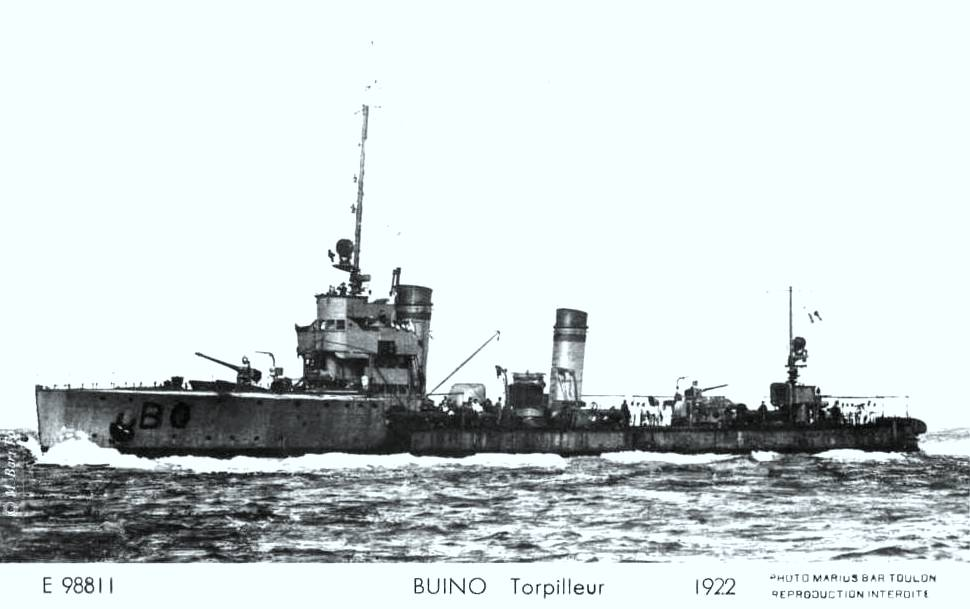
Buino ex V 130
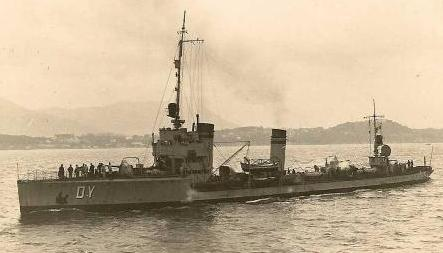
Deligny ex S 139
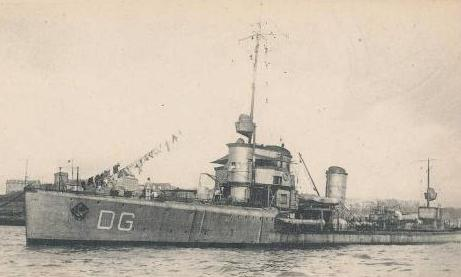
Marcel Delage ex H 147

V 79 wurde am 14. Juni 1920 zusammen mit S 134 als zweites Bootspaar nach Frankreich überführt und wurde dann in Pierre Durand umbenannt und in die französische Marine eingegliedert. Mit der Namensgebung wurde der auf der Bouvet gefallenen Richtkanonier Pierre Jean Durand geehrt. Acht ehemals deutsche Große Torpedoboote bildeten die 4. Französische Zerstörerflottille im Mittelmeer. Ende 1929 bildete die Pierre Durand mit den beiden Howaldt-Booten Rageot de la Touche (ex H 146) und Marcel Delage (ex H 147) sowie dem neueren Vulcan-Boot Buino (ex V 130) die 10. Halbflottille. Wegen des Zulaufs modernerer Schiffe wurden 1933 dann beide Vulcan-Boote gestrichen, während die beiden anderen Boote bis 1935 noch als Reserveboote behalten wurden. Nach der Streichung wurden die Boote verschrottet.
Nach dem Abbruch von Pierre Durand 1934 war mit der italienischen Ardimentoso ex S 63 nur noch ein (umgebautes) Boot der mit 71 Booten größten Torpedobootsklasse der ehemaligen Kaiserlichen Marine im Einsatz.

### Übersicht der ehemals deutschen Torpedoboote der französischen Marine
| Name                | ex    | Stapellauf | fertig     | Größe            | Dienstzeit              |
| ------------------- | ----- | ---------- | ---------- | ---------------- | ----------------------- |
| Pierre Durand       | V 79  | 18.04.1916 | 11.07.1916 | 924 t, 82,0 m    | Februar 1933 gestrichen |
| Buino               | V 130 | 20.11.1917 | 02.1918    | 924 t, 82,0 m    | Februar 1933 gestrichen |
| Chastang            | S 133 | 1.09.1917  | 02.1918    | 919 t, 83,1 m    | August 1933 gestrichen  |
| Vesco               | S 134 | 25.08.1917 | 01.1918    | 919 t, 83,1 m    | Juli 1935 gestrichen    |
| Mazaré              | S 135 | 27.10.1917 | 03.1918    | 919 t, 83,1 m    | Juli 1935 gestrichen    |
| Deligny             | S 139 | 20.11.1917 | 04.1918    | 919 t, 83,1 m    | August 1933 gestrichen  |
| Rageot de la Touche | H 146 | 23.01.1918 | 10.1918    | 990 t, 84,5 m    | 1935 gestrichen         |
| Marcel Delage       | H 147 | 13.03.1918 | 07.1920    | 990 t, 84,5 m    | Februar 1933 gestrichen |
| Amiral Sénès        | S 113 | 31.01.1918 | 08.1919    | 2.060 t, 106,0 m | 1936                    |